# Південний Дарфур
Південний Дарфур (араб. جنوب دارفور; трансліт: Janūb Dārfūr) — один з 18 штатів (вілаятів) Судану.
- Територія 127300 км².
- Населення 4093594 чоловік (на 2008).

Адміністративний центр - місто Ньяла.
Провінція межує на заході з Чадом і Центральноафриканською Республікою, на півдні - з Південним Суданом. Останній оскаржує приналежність район Кафія Кінги, де розташований біосферний резерват Радом. Дана територія входила до складу провінції Бахр-ель-Газаль до 1960 року.
У січні 2012 року зі складу пштату Південний Дарфур був виділений новий штат Східний Дарфур (за рахунок округів Аль-Деаін, Адаяла і частково Шеарія і Ньяла). Ряд округів (Кас, Едд-аль-Фурсан і Рехед-аль-Бірді) увійшли до складу нового штату Центральний Дарфур.

## Адміністративний поділ

Адміністративний поділ штату до січня 2012 року

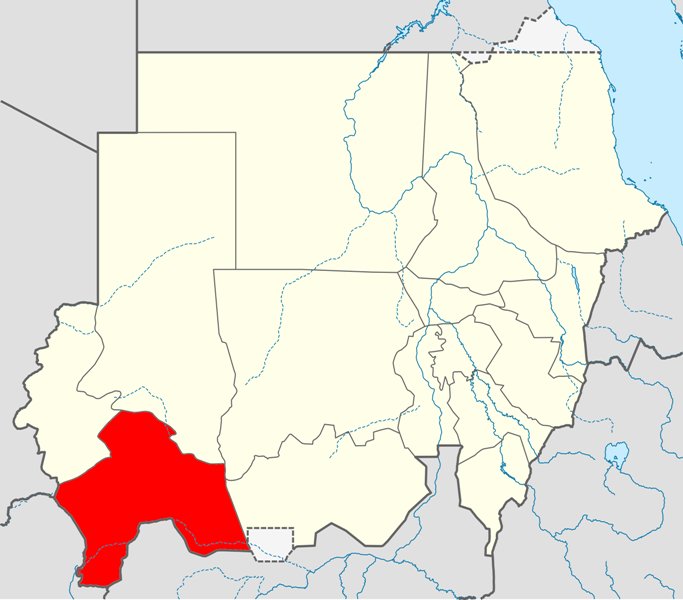
Південний Дарфур до січня 2012 року

Штат станом до січня 2012 року ділився на 9 округів (дистриктів):
1. Кас (Kas)
2. Едд-аль-Фурсан (Edd al Fursan)
3. Ньяла (Nyala)
4. Шеарія (Shearia)
5. Аль-Деаїн (Al Deain)
6. Адаяла (Adayala)
7. Бурам (Buram)
8. Тулус (Tulus)
9. Рехед-аль-Бірді (Rehed al Birdi)